# Алан Џеј Пакула
Алан Џеј Пакула (енгл. Alan J. Pakula) био је амерички филмски редитељ, писац и продуцент.